# وزارة المالية (النمسا)
وزارة المالية (بالألمانية: Bundesministerium für Finanzen)‏ هي الوزارة الحكومية في النمسا المسؤولة عن تحصيل الضرائب والجمارك وكذلك إدارة السياسة المالية والاقتصادية. وهي تشرف على دائرة الإيرادات، ودائرة الإيرادات للشركات الكبيرة، والشرطة المالية ، والعديد من الوكالات الأخرى.
ويقع مقرها الرئيسي في قصر الشتاء للأمير يوجين ، فيينا . الوزير الحالي هو ماغنوس برونر .

## الهيكل التنظيمي والوظيفة
الوزارة مسؤولة عن إدارة الإيرادات على المستوى الاتحادي ، بما في ذلك ميزانية الحكومة ، والمسائل المالية المتعلقة بالاتحاد الأوروبي ، والضرائب والرسوم والتعريفات الجمركية . وهو يحدد ويدير سياسة ميزانية البلاد فيما يتعلق بالعملة والائتمان وبنوك الادخار (كما يطلق عليها مصطلح سباركاسن ) ومسائل الصرف ، وتحركات رأس المال والتسوية ، ومراقبة التأمين والسمات المميزة . كما أنها تهتم بالسياسة الاقتصادية إن لم تكن من اختصاص وزارة الاقتصاد .
يرأس وزير المالية والأمين العام ست إدارات ( أقسام ) وهي :
- القسم الأول : مكتب الوزير
- القسم الثاني: الميزانية الاتحادية
- القسم الثالث: السياسة الاقتصادية والأسواق المالية
- القسم الرابع: الضرائب والرسوم الجمركية
- القسم الخامس: تكنولوجيا المعلومات
- القسم السادس: السياسة المالية وقانون الضرائب

## تاريخ الوزارة

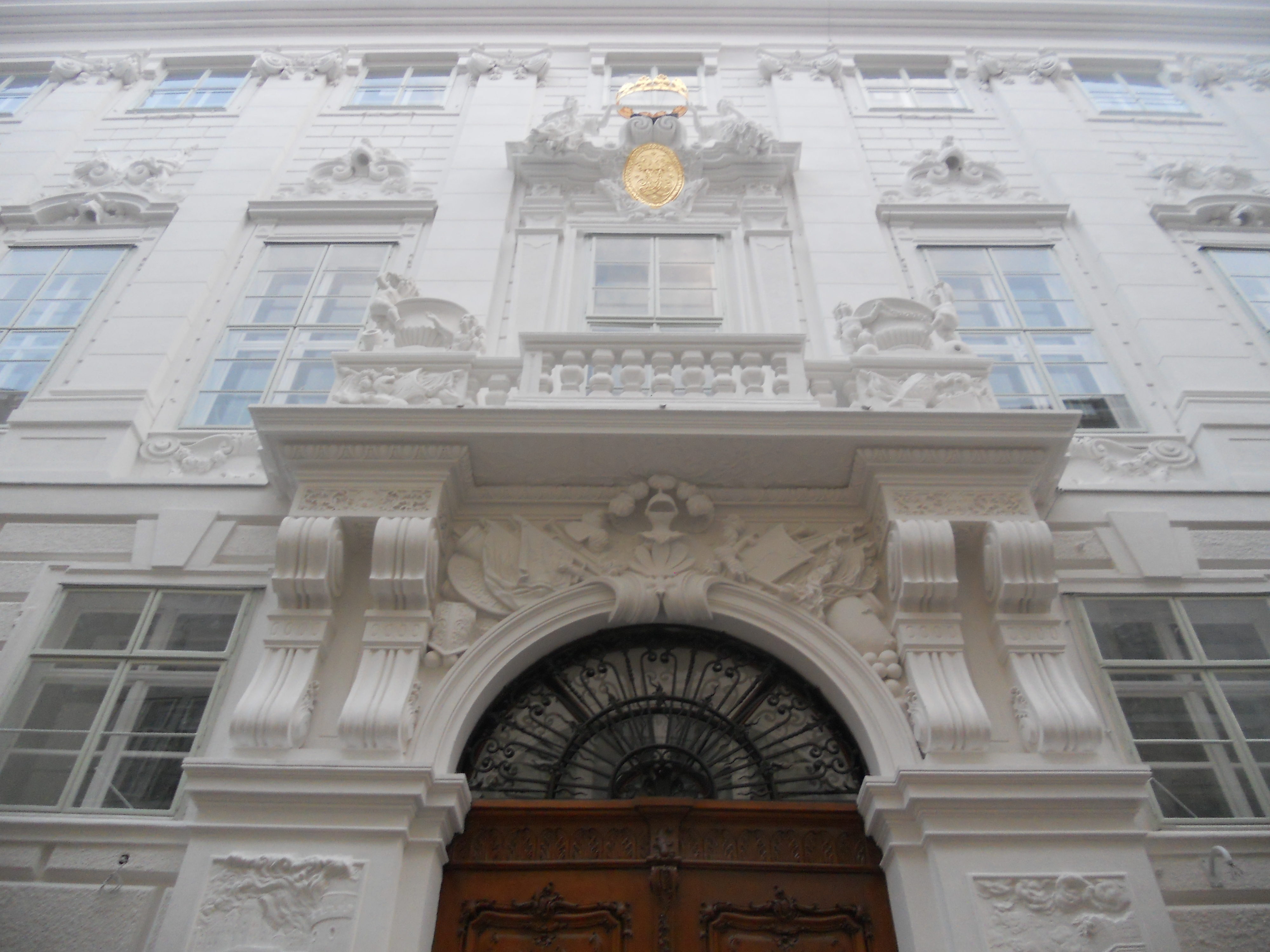
قصر الشتاء للأمير يوجين في فيينا، مقر الوزارة

تم إنشاء أول وكالة هوفكامر (غرفة المحكمة) للأراضي النمساوية في فيينا على يد الأرشيدوق فرديناند الأول ، من أجل موازنة ميزانية هابسبورغ الضعيفة. أعادت ماريا تيريزا تأسيسها في عام 1760، وأصبحت الغرفة وزارة المالية للإمبراطورية النمساوية بعد ثورات عام 1848 واتخذت مقرها في قصر المدينة السابق للأمير يوجين.
بعد التسوية النمساوية المجرية عام 1867 ، كان وزير المالية النمساوي مسؤولاً فقط عن أراضي التاج السيسليثاني ، بينما بالنسبة للسياسة المالية المشتركة للاتحاد الحقيقي ، تم إنشاء وزارة مالية منفصلة الإمبراطورية النمساوية المجرية . بعد الحرب العالمية الأولى ، نفذت الجمهورية النمساوية الأولى مكتب الدولة للمالية ، والذي أعيدت تسميته عند اعتماد الدستور النمساوي (B-VG) في عام 1920.

## أنظر أيضاً
- توماس فيزر - المدير العام السابق للسياسة الاقتصادية والأسواق المالية في النمسا

## روابط خارجية
- الموقع الرسمي